# Tijeras para vendajes

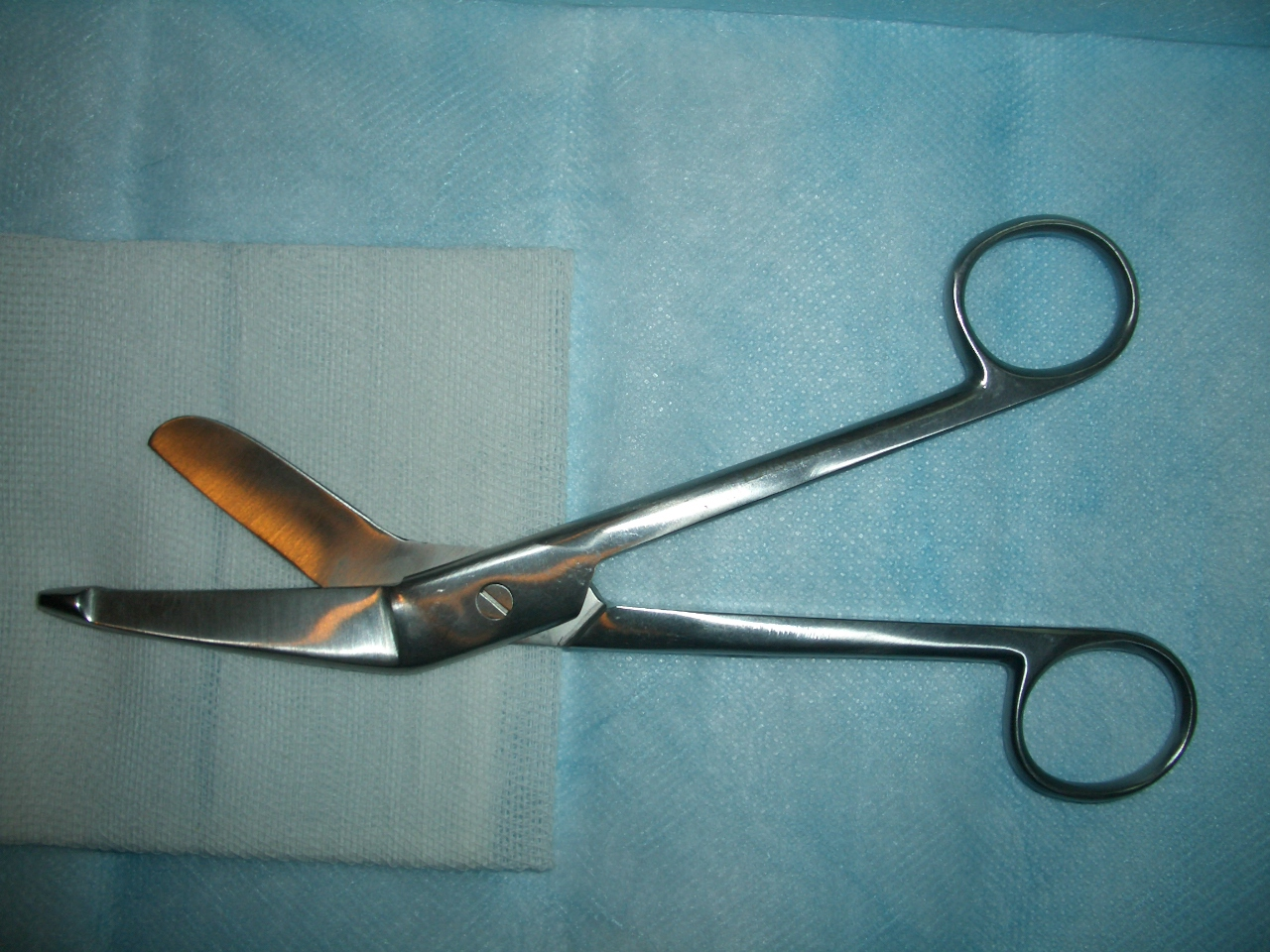
Tijeras para vendajes.

Las tijeras para vendajes, son tijeras que a menudo tienen una cuchilla en ángulo con un extremo romo en la cuchilla inferior. Ello ayuda a cortar vendajes sin dañar la piel. 
Las tijeras para vendajes Lister poseen el bien conocido ángulo, mientras que las tijeras para vendajes Knowles tienen cuchillas o bien rectas o curvadas.
Las tijeras para vendajes son muy populares en todo tipo de centro de salud, porque han sido diseñadas para ayudar a separar los vendajes de la piel para simplificar su corte. La cuchilla inferior es más larga y se desliza con facilidad por debajo de los vendajes. El diseño romo de la punta de las tijeras ayuda a prevenir heridas accidentales a la vez que simplifica y permite quitar los vendajes rápidamente.

## Usos
Las tijeras para vendajes se usan principalmente para
- Para cortar vendas y vestidos.
- Para cortar gasa medicinal.
- Para cortar vendajes que deben ser retirados.

## Historia
No resulta claro cuándo o cómo fueron creadas. Existe un registro de 1956 del doctor Preston J. Burnham, de Salt Lake City que utilizaba tijeras con la cuchilla en ángulo en vez de recta. También hay una referencia a tijeras para vendajes en las anotaciones clínicas en una bobina de cinta de 1948 si bien la foto es poco clara en cuanto a la forma de la tijera.